# Грузино (Ленінградська область)
Грузино (рос. Грузино) — присілок у Всеволожському районі Ленінградської області Російської Федерації.
Населення становить 267 осіб. Належить до муніципального утворення Куйвозовське сільське поселення.

## Історія
Від 1 серпня 1927 року належить до Ленінградської області.

## Населення
| 2007 | 2010 | 2017 |
| ---- | ---- | ---- |
| 34   | ↗267 | →267 |